# Rue Perronet
Pour l’article homonyme, voir Rue Perronet (Neuilly-sur-Seine).
La rue Perronet est une voie située dans le quartier Saint-Thomas-d'Aquin du 7e arrondissement de Paris, en France.

## Situation et accès
D'une longueur de 65 m, la rue Perronet, débute 32, rue des Saints-Pères et se termine 11, rue Saint-Guillaume et 15, rue du Pré-aux-Clercs.
Le quartier est desservi par la ligne 12 à la station Rue du Bac.

## Origine du nom

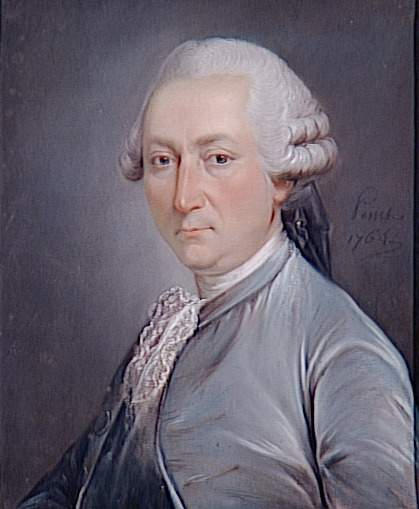
Jean-Rodolphe Perronet.

La voie porte le nom de Jean-Rodolphe Perronet (1708-1794), ingénieur et premier directeur de l'École royale des Ponts et Chaussées, dans la rue adjacente, concepteur notamment du pont de Neuilly (pont de pierre de 1772, remplacé en 1942 par un pont métallique) puis du pont de la Concorde (pont de pierre de 1791).

## Historique
Cette rue existait en 1530, elle faisait partie de la rue Saint-Guillaume.
En 1865, à l'occasion des travaux de percement du boulevard Saint-Germain, la partie qui se trouve après le retour d'équerre que formait autrefois la rue Saint-Guillaume prend le nom de « rue Perronet ».  

## Bâtiments remarquables et lieux de mémoire
- No 3 : le tibétologue Philippe-Édouard Foucaux y travailla ; une plaque lui rend hommage.
- No 10 : commissariat de police.

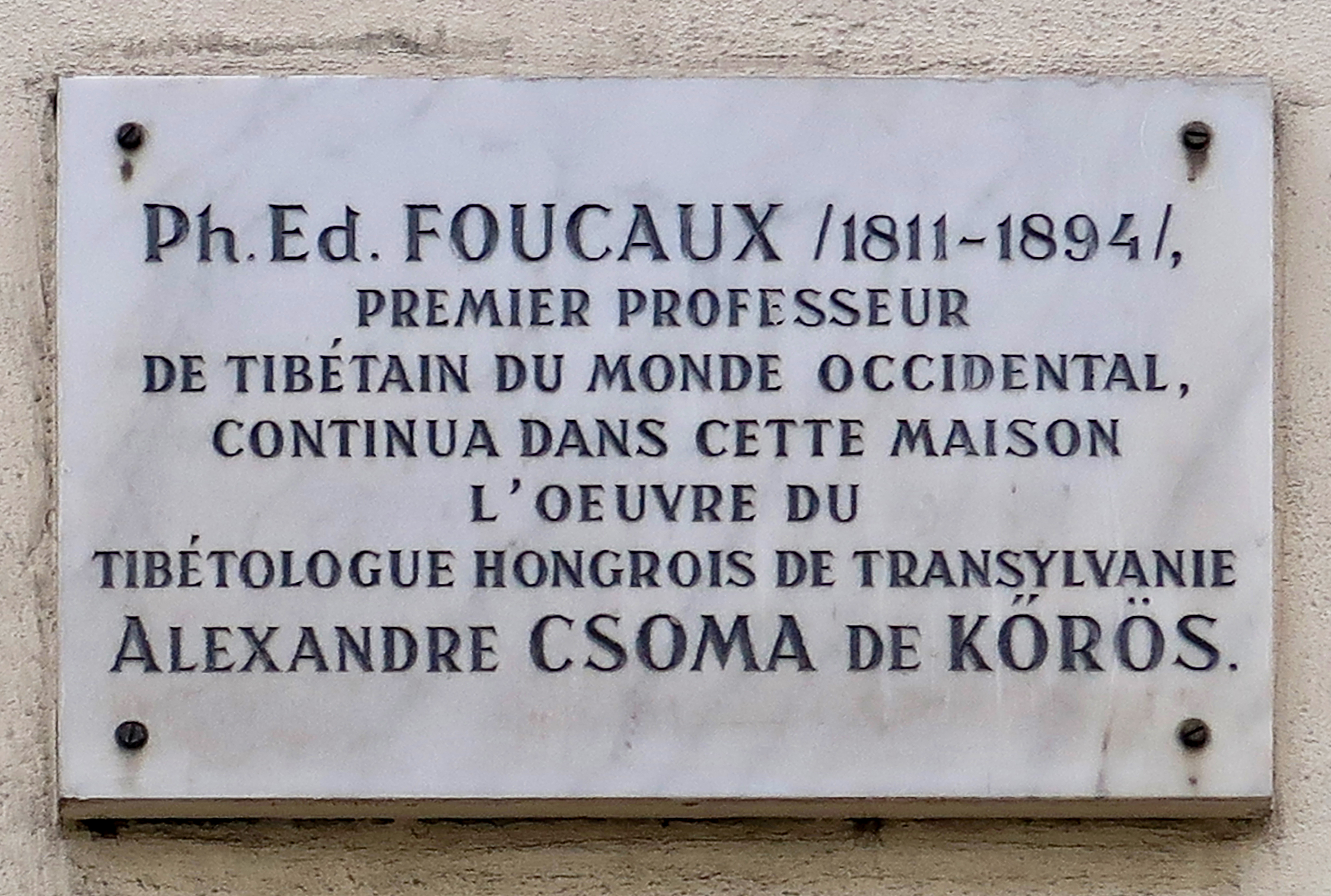
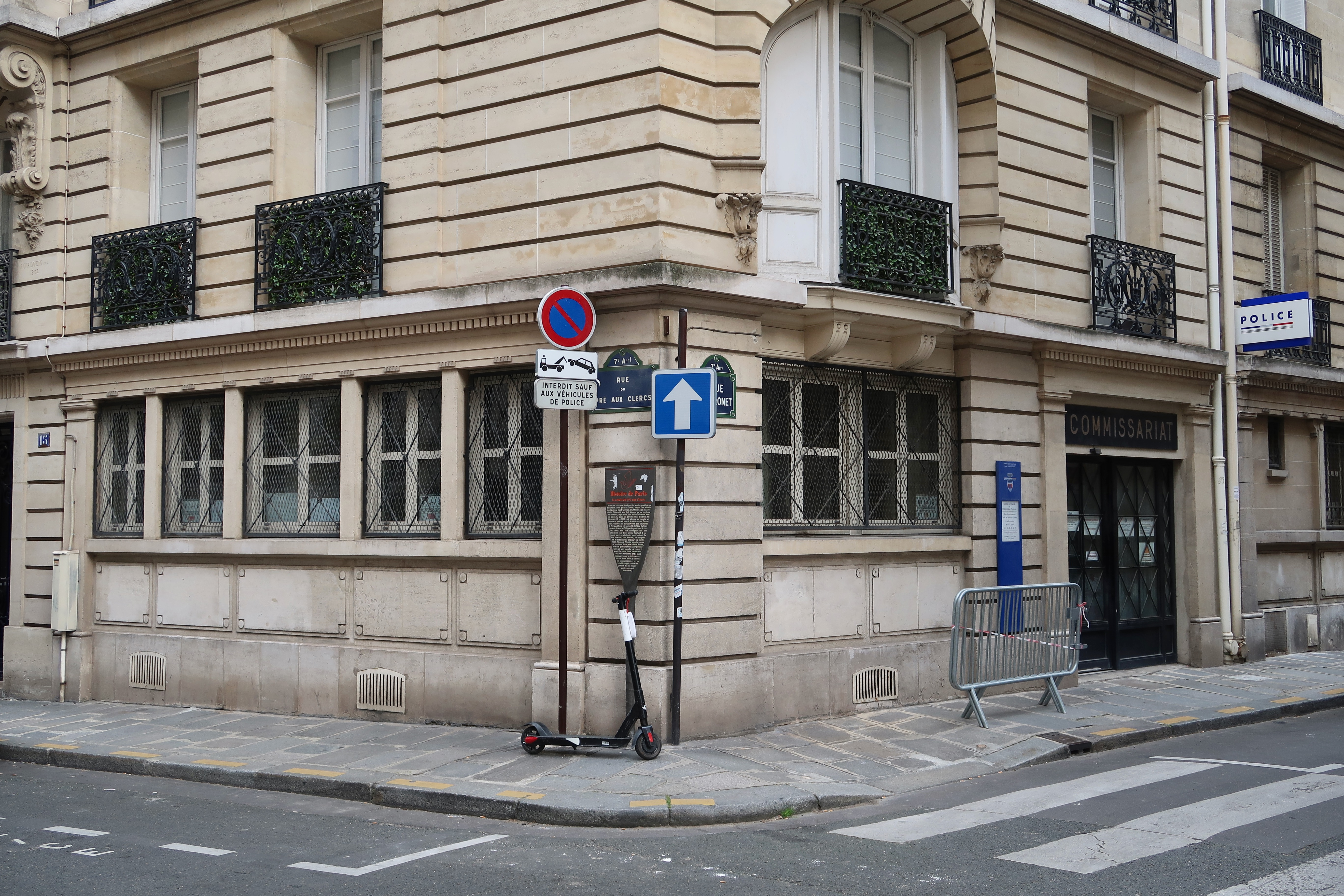
Commissariat au croisement avec la rue du Pré-aux-Clercs.